# Edouard-Georges Berthomé
Edouard-Georges Berthomé, francoski general, * 1880, † 1955.